# Пандорум
«Пандорум» (англ. Pandorum) — научно-фантастический художественный фильм 2009 года, снятый Кристианом Альвартом по сценарию Трейвиса Миллоу. В фильме снимались актёры Бен Фостер, Деннис Куэйд, актриса Антье Трауэ и спортсмен и актёр Кунг Ле. Съёмки фильма проходили в Берлине в августе 2008 года. Премьера в США состоялась 25 сентября 2009 года, в России — 15 октября 2009 года.

## Сюжет
Два астронавта — капрал Нолан Бауэр (Бен Фостер) и лейтенант Пэйтон (Деннис Куэйд) — выходят из анабиоза, не помня о том, кто они, что должны делать и что случилось с шестьюдесятью тысячами пассажиров их корабля «Элизиум» (англ. ELYSIUM). Они не имеют доступа к капитанскому мостику, не могут связаться с другими членами экипажа, в том числе с командой управления полётом, которую они должны сменить на посту. Изучая под руководством Пэйтона корабль, Бауэр разговаривает с Пэйтоном о пандоруме, психическом расстройстве, вызванном длительным пребыванием в состоянии гиперсна (анабиоза), его симптомах и последствиях, в числе которых паранойя, шизофрения, яркие галлюцинации и склонность к агрессии.
Исследуя корабль, Бауэр обнаруживает мёртвые тела (в том числе тело недостающего члена экипажа 5-й группы — лейтенанта Купера) и человекоподобные создания, вооружённые ножеподобными когтями. Сбегая от одного из таких существ, Бауэр встречается с другими выжившими людьми (Мэн и Надиа), и они вместе отправляются к ядерному реактору. Реактор выйдет из строя, если Бауэр не успеет его перезапустить.
В поисках реактора группа встречается с ещё одним выжившим, который рассказывает им историю о том, что произошло до их пробуждения. Их миссия — отчаянная попытка спасти человечество. С Земли, страдающей от перенаселённости, в 123-летнее путешествие к похожей на Землю экзопланете Танис для создания человеческой колонии был направлен космический корабль с пребывающими в анабиозе поселенцами и командой. Когда корабль принимает последнее сообщение с Земли, сообщающее экипажу, что планеты Земля больше нет и что они — последние выжившие, один из трёх бодрствующих членов экипажа сходит с ума, убивает двух других членов экипажа, а затем, изображая из себя Бога, выводит из анабиоза большую часть пассажиров, но ничего им не рассказывает о произошедшем. По словам выжившего, когда «богу» наскучивает его времяпрепровождение, он погружается обратно в анабиоз, оставляя после себя кровавую анархию. Генетические модификаторы, введённые каждому члену экипажа перед началом миссии для быстрой адаптации к условиям планеты, в итоге адаптировали их к условиям корабля, превратив их потомков в монстров-каннибалов, с которыми и столкнулись Бауэр и другие выжившие. Рассказав об этом, выживший усыпляет их газом. После пробуждения они закованы в цепи, а выживший собирается употребить их в пищу.
Капрал Гэллоу (Кэм Жиганде) открывает Пэйтону, что входил в экипаж, получивший сообщение о гибели Земли. О том, что произошло после, Гэллоу даёт противоречивые сведения, из которых становится известно, что у двух других членов экипажа Гэллоу начался пандорум, и ему пришлось убить их, чтобы выжить. В настоящий момент большая часть обитателей судна либо мертвы, либо мутировали.
В это время Бауэру удаётся убедить выжившего в необходимости перезагрузки реактора судна. Группа добирается до реактора и успешно его перезапускает. Мэн гибнет в бою с людоедами. Проходя через зону, где в состоянии гиперсна пребывают пассажиры судна, Бауэр видит камеру жены Пэйтона, и его воспоминания теперь позволяют понять, что Пэйтон — не тот, за кого себя выдаёт. Пэйтон — это на самом деле Гэллоу. Гэллоу, как видит зритель, — это просто часть сознания Пэйтона, а человек, называющий себя Пэйтоном, — постаревший Гэллоу, поддавшийся в своё время пандоруму и убивший двух других членов экипажа. Корабль уже давно достиг пункта назначения и сел на дно моря (в бортжурнале есть запись, относящаяся к 923-му году миссии). Бауэр вступает в бой с Пэйтоном/Гэллоу и стреляет в мутанта (являющегося галлюцинацией в результате проявившегося синдрома пандорума), вылезающего из электрощита, тем самым повреждает корпус корабля. Вода проникает внутрь судна, погубив Пэйтона/Гэллоу. Бауэр с Надией успевают эвакуироваться с корабля в камере для анабиоза. Вследствие повреждения корпуса корабля компьютер начинает экстренную эвакуацию, выбрасывая на поверхность оставшихся 1211 поселенцев, пребывающих в анабиозе. Популяция человечества на планете составляет 1213 человек.

## В ролях
| Актёр               | Роль                                         |
| ------------------- | -------------------------------------------- |
| Бен Фостер          | Нолан Бауэр                                  |
| Деннис Куэйд        | Пэйтон                                       |
| Кэм Жиганде         | Гэллоу                                       |
| Кунг Ле             | Мэн                                          |
| Норман Ридус        | Шепард (астронавт, подвешенный на верёвке)   |
| Антье Трауэ         | Надиа                                        |
| Нильс-Бруно Шмидт   | второй лейтенант корабля «Эдем»              |
| Андре Хеннике       | главарь охотников                            |
| Эдди Роуз           | Лиланд                                       |
| Вотан Вильке Мёринг | Отец                                         |
| Дельфина Шийо       | Мать                                         |
| Йензом Брауэн       | второй лейтенант корабля «Элизиум» (ELYSIUM) |

## Релиз
28 февраля 2009 года фильм был представлен на фестивале «WonderCon» — ежегодной выставке, посвящённой комиксам и их экранизациям, которая проходит в Сан-Франциско, там же впервые был показан трейлер фильма.
Слоган фильма: «Не бойся конца света. Бойся того, что будет потом» (англ. Don't fear the end of the world. Fear what happens next).

## Критика
На сайте-агрегаторе рецензий Rotten Tomatoes фильм получил рейтинг свежести 26 % и оценку 4,3/10 на основе 87 рецензий критиков. На сайте-агрегаторе рецензий Metacritic картина имеет рейтинг 28 баллов из 100 на основе 13 отзывов критиков, что означает «в целом неблагоприятные отзывы».